# Аль-Фараздак
Хамма́м ибн Га́либ ибн Са′са′а ад-Да́рими ат-Тами́ми, более известный как аль-Фара́здак (араб. الفرزدق‎; 641 — 728 или 730) — арабский поэт. Был родом из племени да́рим, входящего в крупное родоплеменное объединение тами́м. Прозвище «Фараздак» происходит от персидского слова parāzdah/pirāzdah (перс. پرازده‎), которое означает «комок теста».
Будучи поэтом I века новой мусульманской эры, он однако был тесно связан с традиционной бедуинской поэзией языческой Аравии времён джахилии. Аль-Фараздак воспевал в своих стихах бедуинские идеалы и добродетели, превозносил своё племя и сородичей, поносил врагов и соперников. Вместе с аль-Ахталем и Джариром ибн Атией участвовал в знаменитой стихотворной войне трёх мастеров сатиры и панегирического жанра. В атмосфере острых религиозно-политических конфликтов и межплеменных распрей той эпохи стихи аль-Фараздака написанные на обычные для арабской поэзии темы приобретали злободневное звучание. Полного научного издания поэтического наследия аль-Фараздака ещё нет.